# Buenavista, Salvador Alvarado
Buenavista är en ort i Mexiko.   Den ligger i kommunen Salvador Alvarado och delstaten Sinaloa, i den västra delen av landet, 1 100 km nordväst om huvudstaden Mexico City. Buenavista ligger 116 meter över havet och antalet invånare är 271.
Terrängen runt Buenavista är platt norrut, men söderut är den kuperad. Runt Buenavista är det ganska glesbefolkat, med 26 invånare per kvadratkilometer. Närmaste större samhälle är Mocorito, 19,2 km norr om Buenavista. I omgivningarna runt Buenavista växer huvudsakligen savannskog.